# Бассиньяк-ле-О
Бассинья́к-ле-О (фр. Bassignac-le-Haut, окс. Bassinhac de Dessus) — коммуна во Франции, находится в регионе Лимузен. Департамент — Коррез. Входит в состав кантона Сен-Прива. Округ коммуны — Тюль.
Код INSEE коммуны — 19018.
Коммуна расположена приблизительно в 410 км к югу от Парижа, в 100 км юго-восточнее Лиможа, в 25 км к востоку от Тюля.

## Население
Население коммуны на 2008 год составляло 191 человек.
| 1962 | 1968 | 1975 | 1982 | 1990 | 1999 | 2008 |
| ---- | ---- | ---- | ---- | ---- | ---- | ---- |
| 429  | 476  | 426  | 395  | 311  | 211  | 191  |

## Экономика
В 2007 году среди 90 человек в трудоспособном возрасте (15-64 лет) 61 были экономически активными, 29 — неактивными (показатель активности — 67,8 %, в 1999 году было 59,5 %). Из 61 активных работали 56 человек (31 мужчина и 25 женщин), безработных было 5 (2 мужчин и 3 женщины). Среди 29 неактивных 1 человек был учеником или студентом, 23 — пенсионерами, 5 были неактивными по другим причинам.

## Достопримечательности
- Средневековый придорожный гранитный крест Урадур. Памятник истории с 1927 года[3]
- Гранитный крест XII века, известен под названием Сирье. Памятник истории с 1929 года[4]
- Крест XV—XVI веков, расположенный на старом кладбище. Памятник истории с 1923 года[5]
- Церковь Св. Петра в оковах (XVI век). Памятник истории с 1988 года[6]

## Фотогалерея

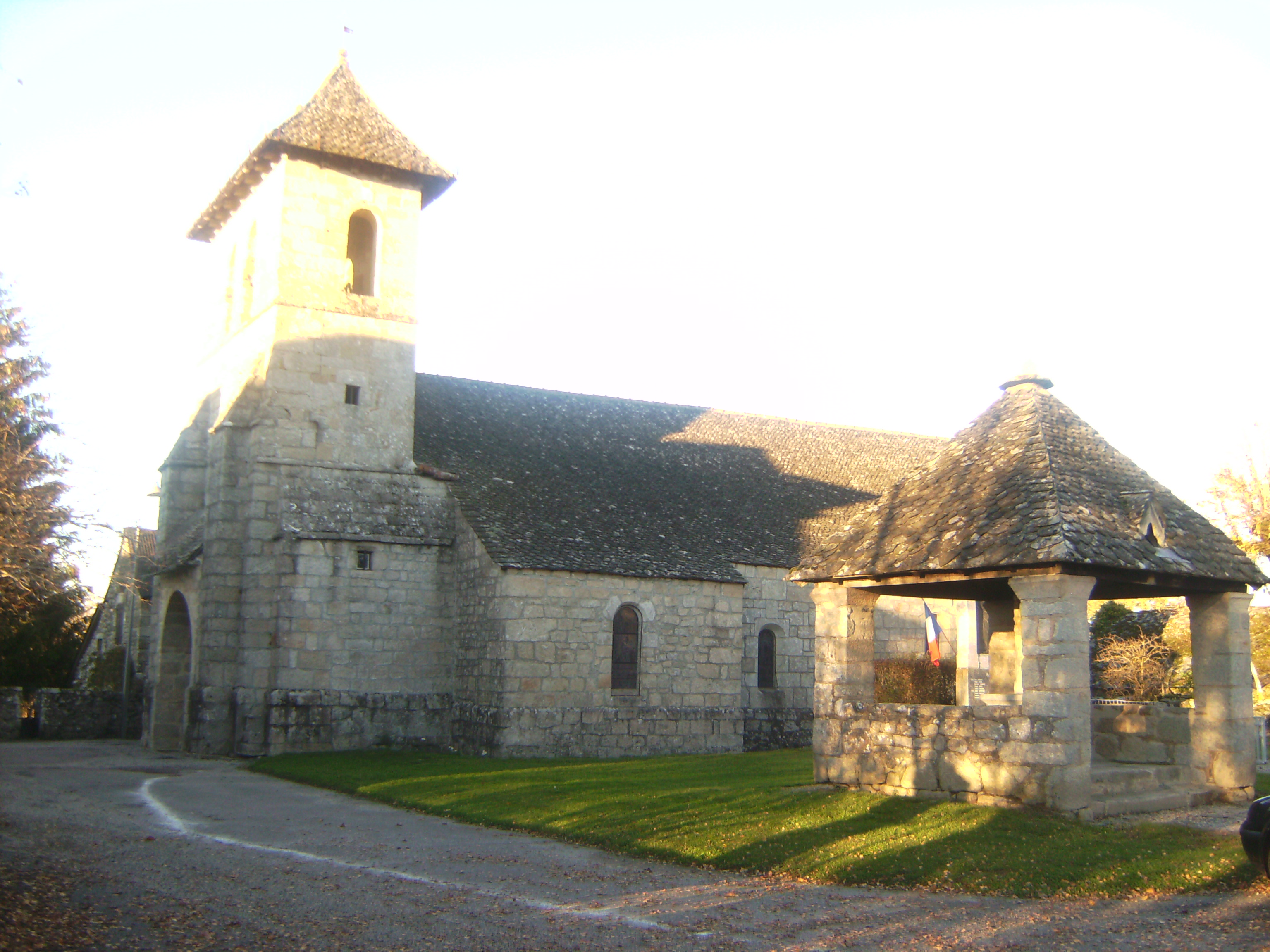
Церковь Св. Петра в оковах
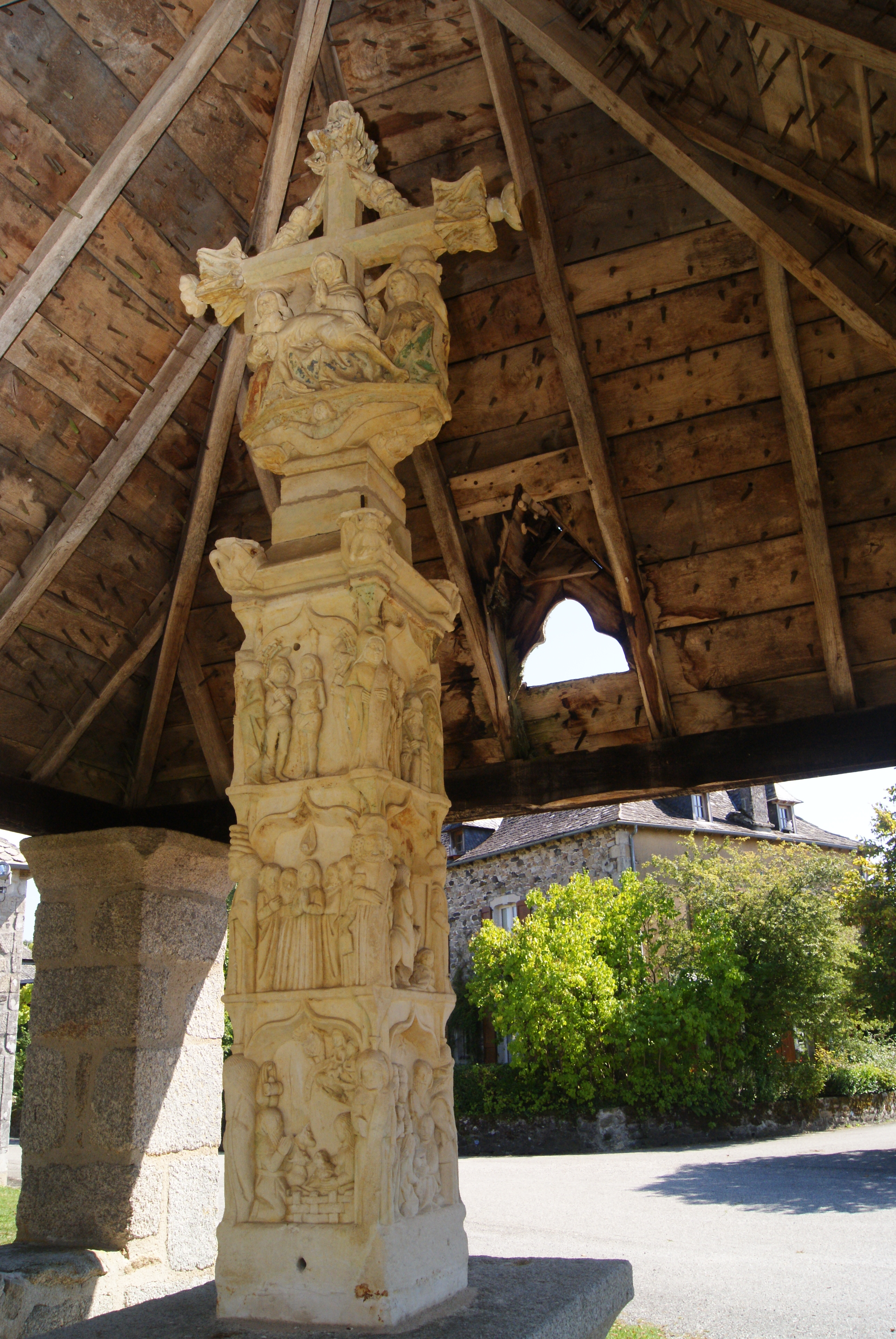
Крест на старом кладбище
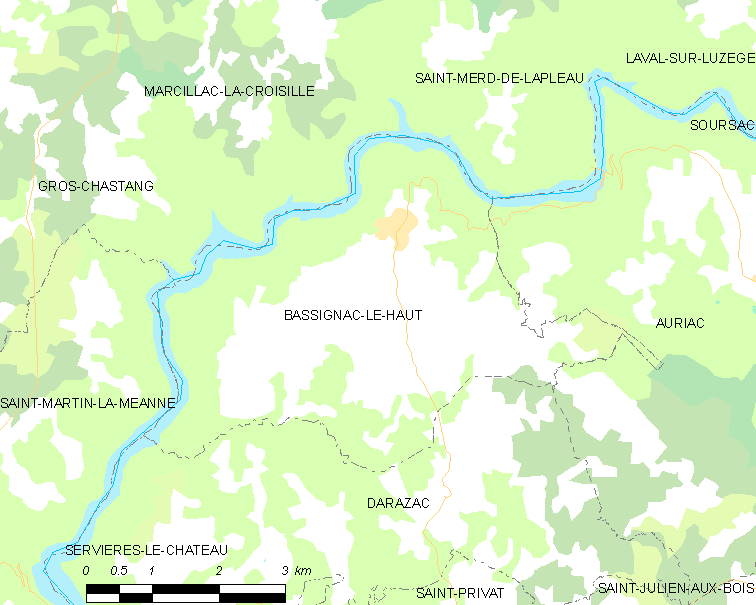
Карта коммуны